# Vicente Rodes y Aries

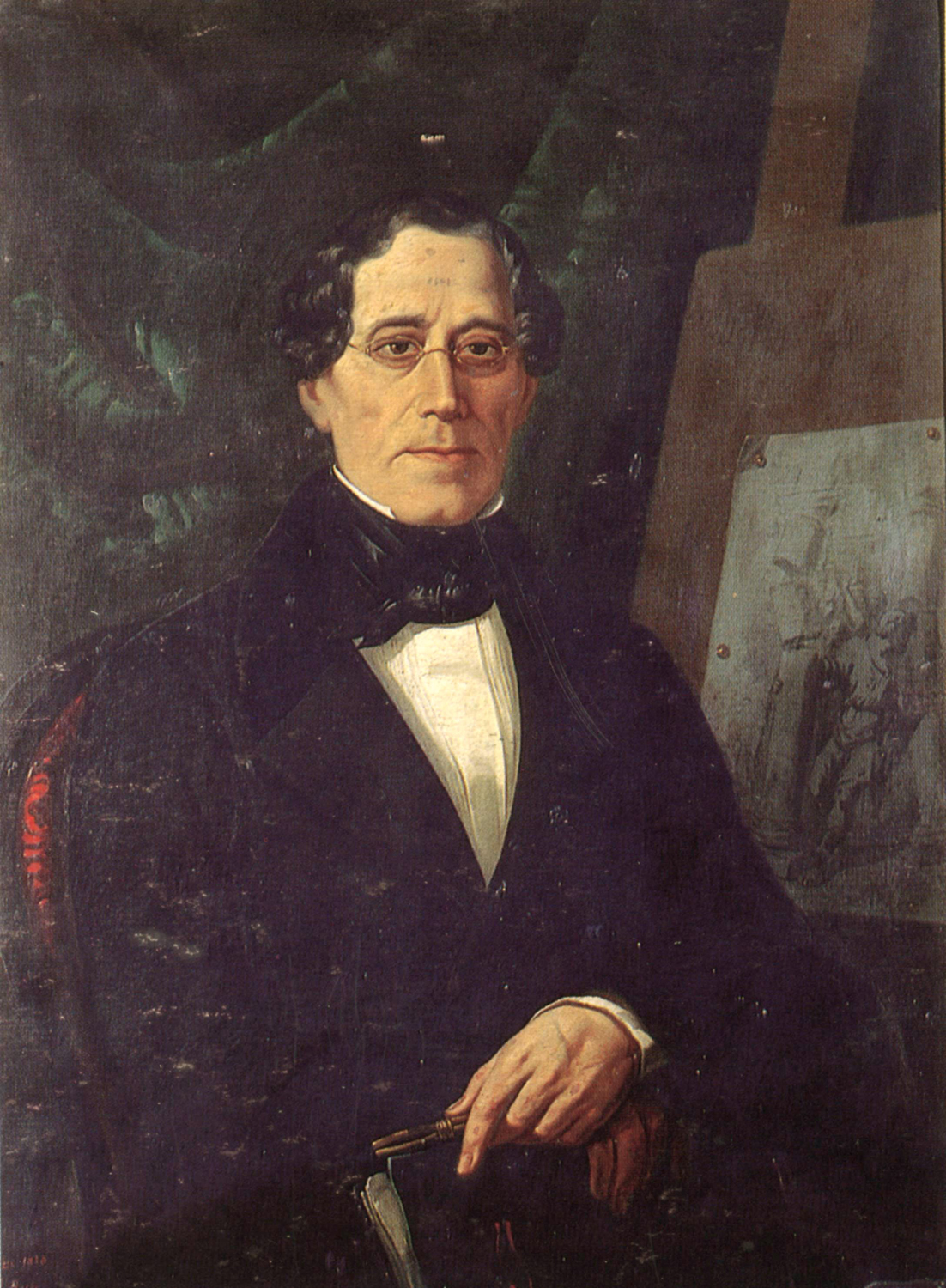
Retrato de Vicente Rodés (1858), por Jaume Batlle, Real Academia Catalana de Bellas Artes de San Jorge, Barcelona.

Vicente Rodés Aries (Alicante, 21 de julio de 1783 o 1791 - Barcelona, 24 de enero de 1858) fue un pintor español.

## Biografía
Estudió en la Escuela de Dibujo del Real Consulado de Mar y Tierra de Alicante, de la que fue director interino en 1809, y en la de San Carlos de Valencia, estudiando con Vicente López, donde se diplomó en 1815 y donde fue académico supernumerario en 1817 y de mérito en 1818.
Cultivó la miniatura y el retrato al pastel, técnica que fue su gran especialidad. En 1820 fue a Barcelona para hacer el Retrato del Conde de Santa Clara. Al morir Salvador Mayol (1834), lo sucedió como jefe de la sala de pintura de la Escuela de la Lonja, de la que fue director desde 1840 hasta su muerte.
Autor de los retratos de Fernando VII, del General Castaños, del Conde de España, del General de la Rocha, etc. Tiene obra en la Real Academia Catalana de Bellas Artes de San Jorge (Abraham y Agar, 1834; Retrato de Damià Campeny, 1838) y en el Museo Nacional de Arte de Cataluña. Pintor de estilo neoclásico, con cierta influencia del pintor francés Ingres, sus retratos destacan por su gran realismo.

## Galería

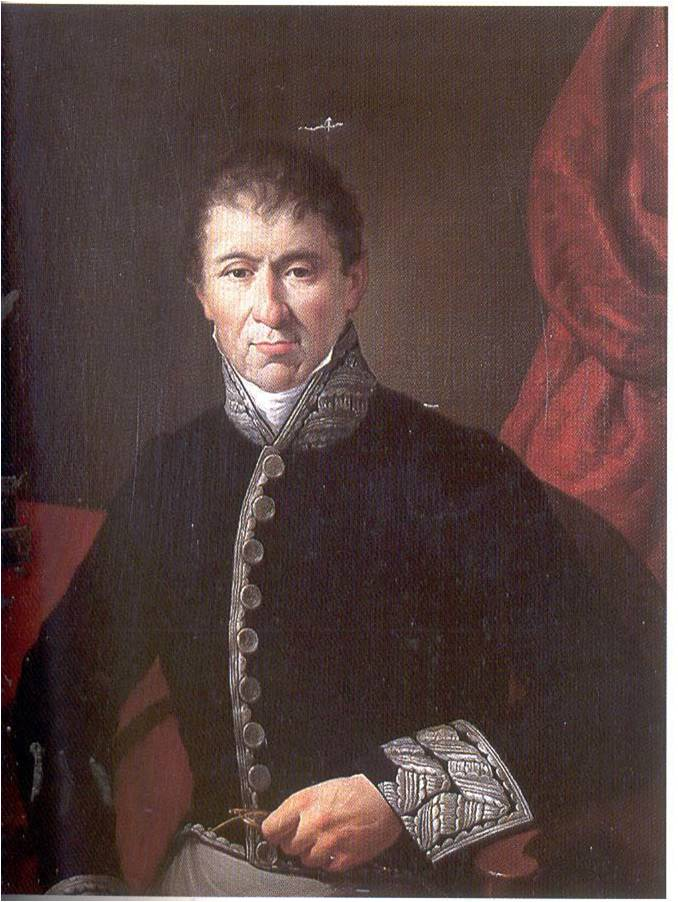
Antonio Barata (1834), Real Academia Catalana de Bellas Artes de San Jorge.
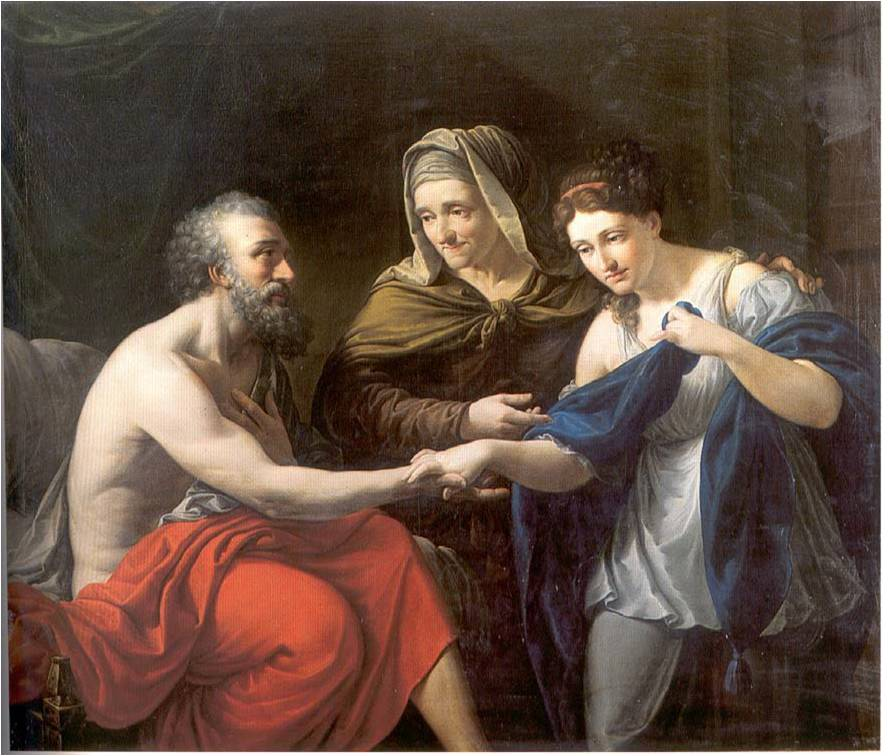
Sara presentando a la sierva egipcia Agar a su marido Abraham (1835), Real Academia Catalana de Bellas Artes de San Jorge.
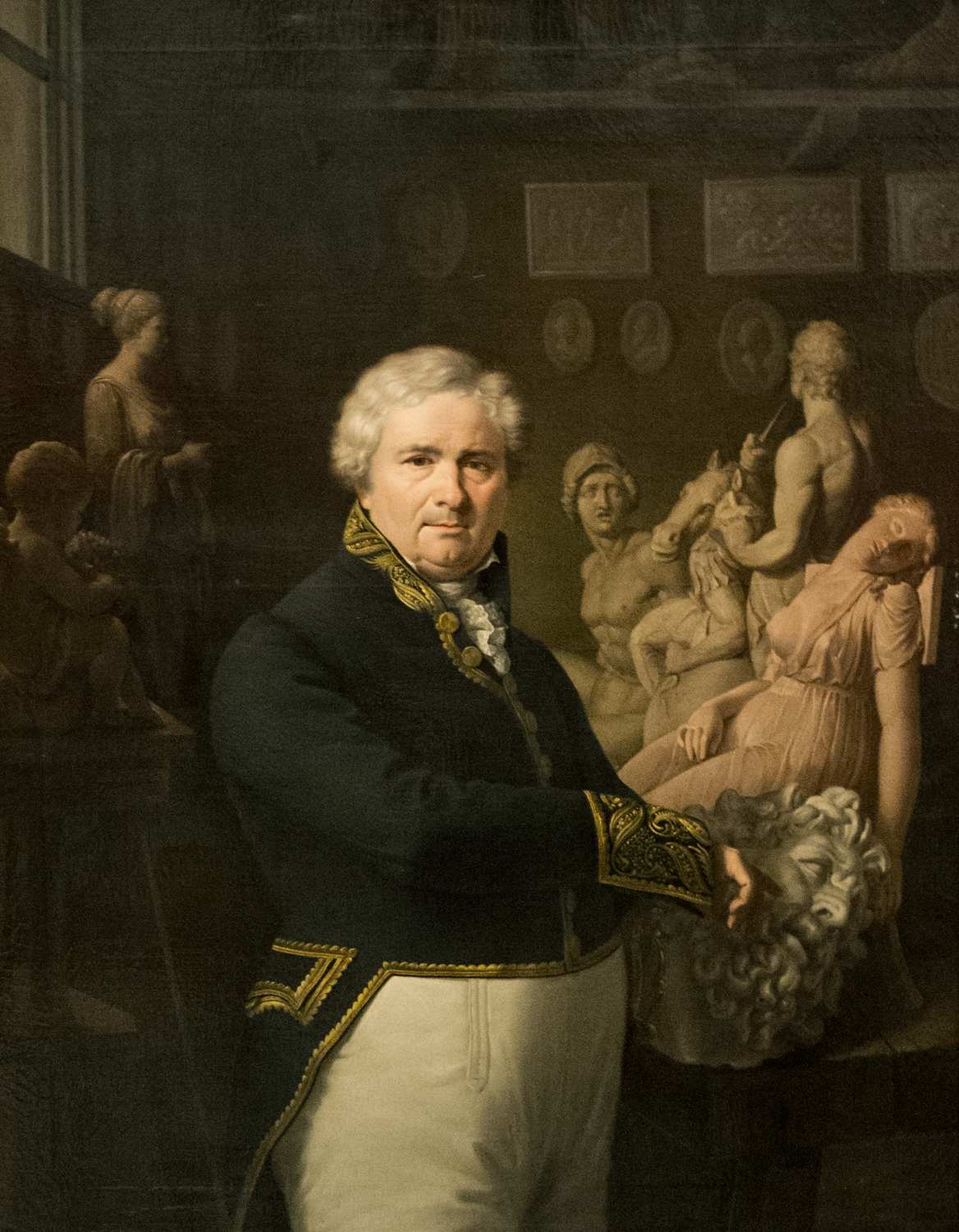
Retrato de Damià Campeny (1838), Real Academia Catalana de Bellas Artes de San Jorge.
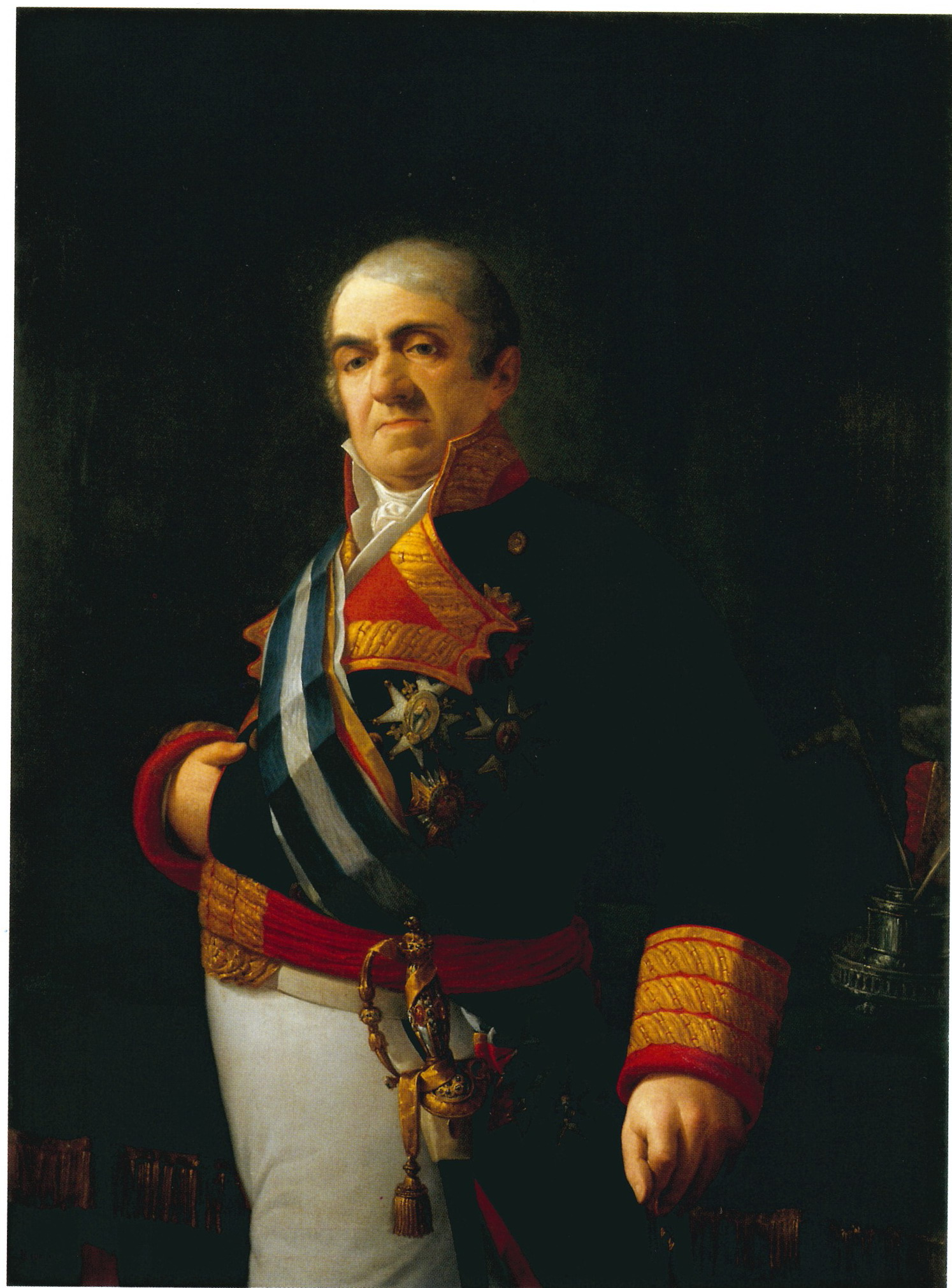
El general Francisco Javier Castaños (1820), Real Academia de la Historia, Madrid.